# Melissodes trinodis
Melissodes trinodis es una especie de abeja del género Melissodes, tribu Eucerini, familia Apidae. Fue descrita científicamente por Robertson en 1901.

## Descripción
Los machos miden 9-11 milímetros de longitud y las hembras 11-12 milímetros.

## Distribución
Se distribuye por Estados Unidos, Canadá y México.